# 1874 au Manitoba
Chronologie du Manitoba
- 1870
- 1871
- 1872
- 1873
- 1874
- 1875
- 1876
- 1877
- 1878

Cette page concerne des événements qui se sont produits durant l'année 1874 dans la province canadienne du Manitoba.

## Politique

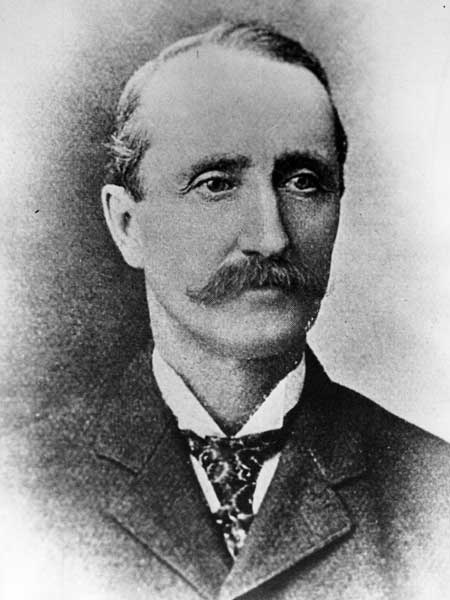
Robert Atkinson Davis

- Premier ministre : Henry Hynes Clarke puis Marc-Amable Girard puis Robert Atkinson Davis
- Lieutenant-gouverneur : Alexander Morris
- Législature : 1er législature (en) puis 2e législature (en)

## Événements
- Des Anabaptistes (mennonites russes) sont arrivés au Manitoba à la suite des diverses colonies russes arrivés au Canada en Août.
- 22 janvier : le Parti libéral d'Alexander Mackenzie remporte l'élection générale avec 129 députés élus contre 65 pour les conservateurs (y compris 26 libéral-conservateurs) de John A. Macdonald, 5 libéral indépendants 4 députés indépendants et 3 conservateur indépendants. Au Manitoba, le résultat est de 1 libéraux, 1 conservateur, 1 indépendant et 1 conservateur indépendant.
- Avril : Robert Atkinson Davis remporte l'élection partielle provinciale de Winnipeg et Saint-Jean à la suite de la réélection de Donald Alexander Smith.
- 16 avril : Louis Riel est démis de son mandat de député à la Chambre des communes.
- 8 juillet : Marc-Amable Girard redevient premier ministre du Manitoba, mais sous l'intermédiaire qui succède à Henry Hynes Clarke.
- 22 juillet : la session de la première législature du Manitoba (en).
- Août : arrivée de colons Mennonites allemands dans la province. Habitués à l’agriculture de la steppe russe, ils s’installent dans la prairie.
- 25 août : le libéral Joseph O'Connell Ryan (en) remporte sans opposition l'élection partielle de Marquette à la suite de la mort de Robert Cunningham (en) le 4 juillet dernier.
- 3 décembre : Robert Atkinson Davis devient premier ministre du Manitoba, en remplacement Marc-Amable Girard.
- 30 décembre : 2e élection générale manitobaine (en)

## Naissances
- 10 octobre : Roland Fairbairn McWilliams, lieutenant-gouverneur du Manitoba.

## Décès
- 4 juillet : Robert Cunningham (en), politicien.